# Teatr Scena 6
Teatr Scena 6 to autorski teatr działający od 1975 roku, początkowo przy Chatce Żaka w Lublinie.
Reżyserem wszystkich przedstawień "Sceny 6" jest Henryk Kowalczyk. Teatr był wielokrotnie nagradzany w kraju i za granicą (m.in. w roku 1977 otrzymał nagrodę Ministra Nauki, szkolnictwa Wyższego i Techniki za całokształt pracy artystycznej w ruchu kulturalnym).
Wybrane przedstawienia Teatr Scena 6:
- Ład, 1976
- Odwyk, 1978
- Zesłani do Raju, 1980
- Heretycka Symfonia, 1994